# Puig de la Serra de Sant Joan
El Puig de la Serra de Sant Joan és una muntanya de 1.402,7 metres que es troba entre les comunes d'Er i de Sallagosa totes dues a l'Alta Cerdanya, de la Catalunya del Nord. És a la zona nord-est del terme d'Er i al sud-oest del de Sallagosa. És el punt més alt de la Serra de Sant Joan. És a prop al sud-oest del poble de Vedrinyans, del terme de Sallagosa.